# بلايسم
بلايسم (بالإنجليزية: Playism)، هي شركة يابانية، تقوم بتوزيع ألعاب فيديو، تأسست سنة 2011، وتقع مقرها في مدينة أوساكا اليابانية.